# Aurel (Vaucluse)
Pour les articles homonymes, voir Aurel.
Aurel est une commune française située dans le département de Vaucluse en région Provence-Alpes-Côte d'Azur.

## Géographie

### Localisation
Située au nord-est de Vaucluse et à l'est du mont Ventoux, la commune d'Aurel est au nord de Sault, en bordure avec la Drôme.
La commune se trouve dans la zone d'emploi de Cavaillon  et dans le bassin de vie de Sault
.

### Communes limitrophes
Les communes limitrophes sont Ferrassières, Montbrun-les-Bains, Reilhanette, Brantes, Saint-Trinit, Sault et Savoillan.
| Savoillan Brantes | Reilhanette Drôme | Montbrun-les-Bains Drôme |
| Bédoin            | Aurel             | Ferrassières Drôme       |
|                   | Sault             | Saint-Trinit             |

### Géologie et relief
La superficie de la commune est de 28,90 km2 ; son altitude varie de 615  à   1 600 mètres.
Le relief de la commune est tout en altitude et ses deux hameaux du Saint-Esprit et du Ventouret contrôlent des voies d'accès au sommet du mont Ventoux.
Le village est bâti sur un éperon rocheux.

### Hydrographie

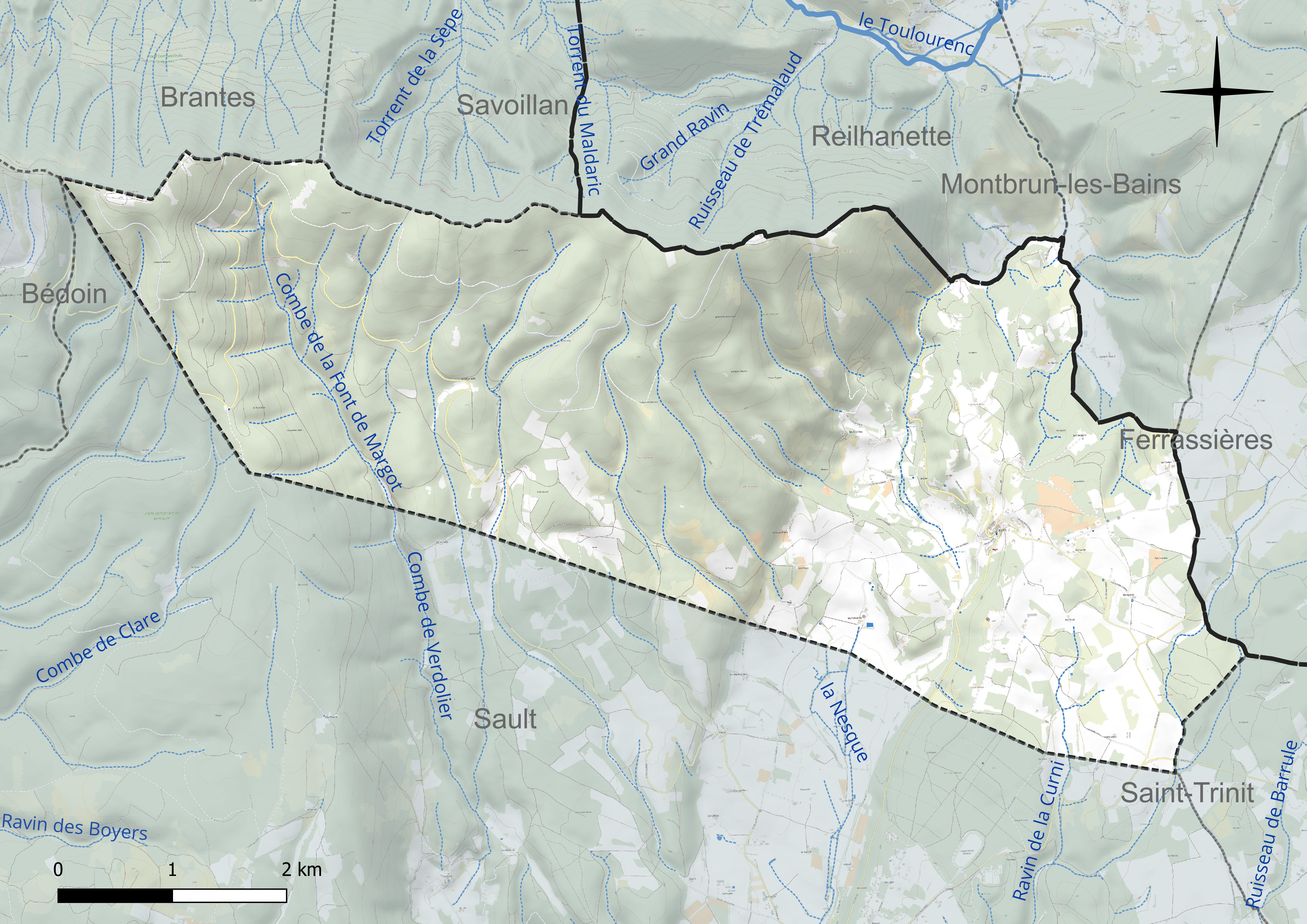
Carte hydrographique de la commune.

La commune est arrosée par plusieurs cours d'eau :
- La Nesque[2], rivière de 53,3 km, affluente à la Sorgue de Velleron ;
- Le Ravin de la curni[3], ruisseau de 4,9 km dont les eaux se jettent dans le torrent La Croc, et son affluent Ravin de Bassette[4], cours d'eau de 4,6 km.

### Climat
Pour des articles plus généraux, voir Climat de Provence-Alpes-Côte d'Azur et Climat de Vaucluse.
En 2010, le climat de la commune est de type climat des marges montargnardes, selon une étude du Centre national de la recherche scientifique s'appuyant sur une série de données couvrant la période 1971-2000. En 2020, Météo-France publie une typologie des climats de la France métropolitaine dans laquelle la commune est exposée à un climat de montagne ou de marges de montagne et est dans la région climatique Provence, Languedoc-Roussillon, caractérisée par une pluviométrie faible en été, un très bon ensoleillement (2 600 h/an), un été chaud (21,5 °C), un air très sec en été, sec en toutes saisons, des vents forts (fréquence de 40 à 50 % de vents > 5 m/s) et peu de brouillards.
Pour la période 1971-2000, la température annuelle moyenne est de 10,2 °C, avec une amplitude thermique annuelle de 16,2 °C. Le cumul annuel moyen de précipitations est de 964 mm, avec 7 jours de précipitations en janvier et 4,3 jours en juillet. Pour la période 1991-2020, la température moyenne annuelle observée sur la station météorologique de Météo-France la plus proche, « Séderon », sur la commune de Séderon à 12 km à vol d'oiseau, est de 9,7 °C et le cumul annuel moyen de précipitations est de 1 032,4 mm. 
La température maximale relevée sur cette station est de 38,4 °C, atteinte le 28 juin 2019 ; la température minimale est de −23 °C, atteinte le 4 janvier 1971,,.
Les paramètres climatiques de la commune ont été estimés pour le milieu du siècle (2041-2070) selon différents scénarios d'émission de gaz à effet de serre à partir des nouvelles projections climatiques de référence DRIAS-2020. Ils sont consultables sur un site dédié publié par Météo-France en novembre 2022.

## Urbanisme

### Typologie
Au 1er janvier 2024, Aurel est catégorisée commune rurale à habitat très dispersé, selon la nouvelle grille communale de densité à sept niveaux définie par l'Insee en 2022.
Elle est située hors unité urbaine et hors attraction des villes,.

### Occupation des sols

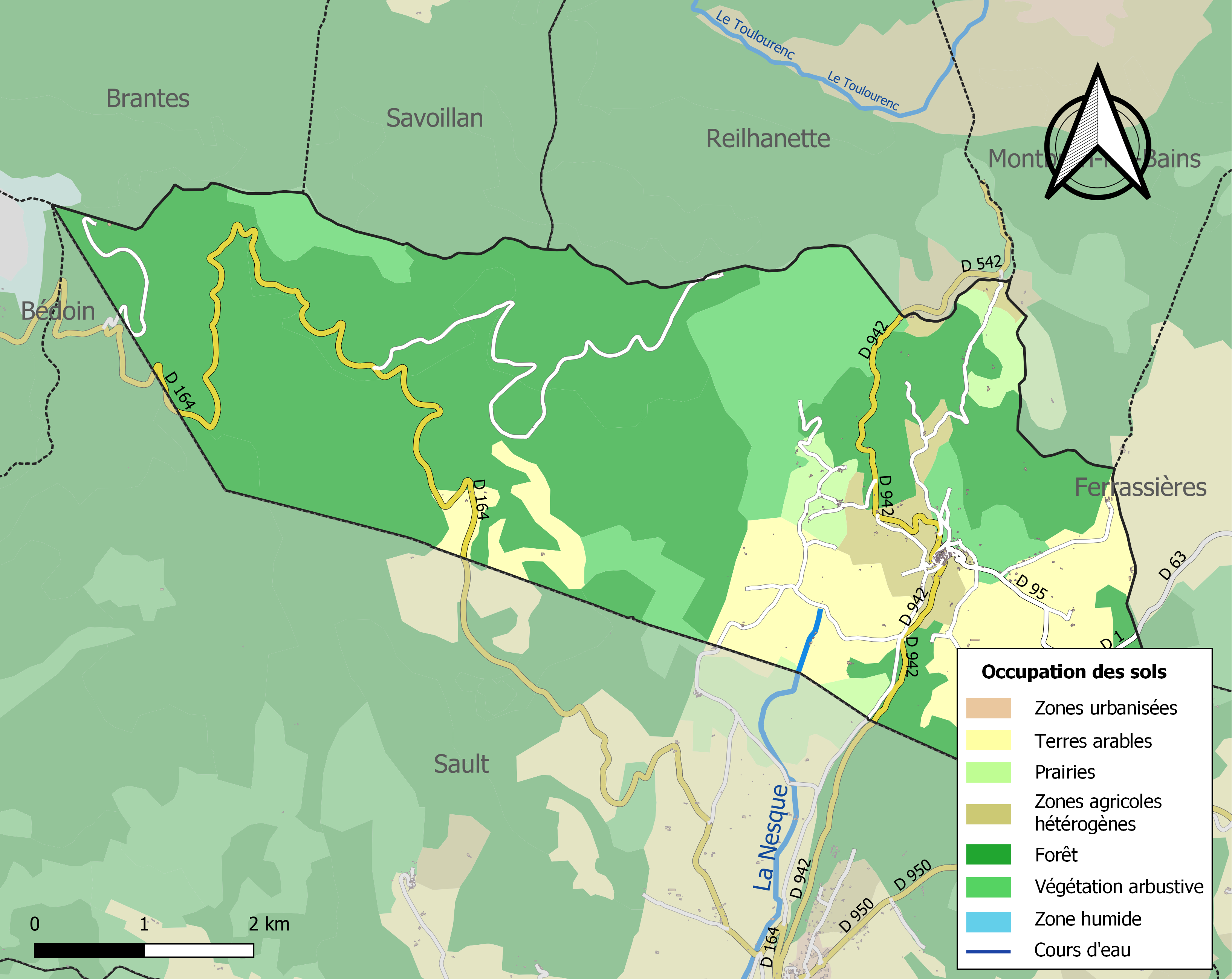
Carte des infrastructures et de l'occupation des sols de la commune en 2018 (CLC).

L'occupation des sols de la commune, telle qu'elle ressort de la base de données européenne d’occupation biophysique des sols Corine Land Cover (CLC), est marquée par l'importance des forêts et milieux semi-naturels (73,7 % en 2018), en diminution par rapport à 1990 (77,6 %).
La répartition détaillée en 2018 est la suivante : forêts (60,3 %), terres arables (16,8 %), milieux à végétation arbustive et/ou herbacée (13,5 %), zones agricoles hétérogènes (3,9 %), prairies (3,1 %), cultures permanentes (2,4 %).
L'évolution de l’occupation des sols de la commune et de ses infrastructures peut être observée sur les différentes représentations cartographiques du territoire : la carte de Cassini (XVIIIe siècle), la carte d'état-major (1820-1866) et les cartes ou photos aériennes de l'IGN pour la période actuelle (1950 à aujourd'hui).

### Morphologie urbaine

#### Habitat perché
Ce type d'habitat est considéré comme typiquement provençal, il est surtout typiquement méditerranéen. Ces villages sis sur leur « acropole rocheuse », qui ont gardé leur aspect médiéval, forment par l'orientation des façades de leurs maisons - vers la vallée ou la voie de communication - un véritable front de fortification.
Fernand Benoit souligne leur origine quelquefois préhistorique en signalant que Cicéron, à propos des Ligures qui peuplaient la région, les dénomme castellani, c'est-à-dire habitants des castellas (Brutus, LXXIII, 256).
Ces villages perchés se trouvent dans essentiellement dans les zones collinaires dont le terroir est pauvre en alluvions et où l'eau est rare. Ce qui est le cas général en Provence sauf dans la basse vallée du Rhône et dans celle de la Durance, où les terres alluvionnaires abondent et surtout où l'eau est facilement accessible pour chaque propriété grâce à un puits creusé dans la cour de la maison.
De plus, ce groupement en communauté refermée sur elle-même correspond à des régions de petites propriétés, où les seules terres fertiles se situent au fond de quelques vallons, et ce regroupement a facilité l'existence d'un artisanat rural indispensable aux villageois (charron, forgeron, etc.). A contrario, l'habitat dispersé implique de grands domaines qui tendent à vivre en autarcie. D'où la loi émise par Fernand Benoit « La misère groupe l'habitat, l'aisance le disperse ».

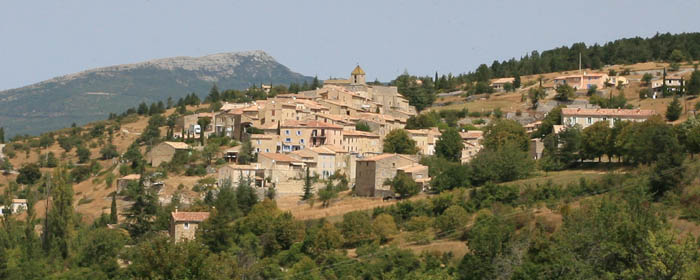
Aurel.

#### Maison en hauteur

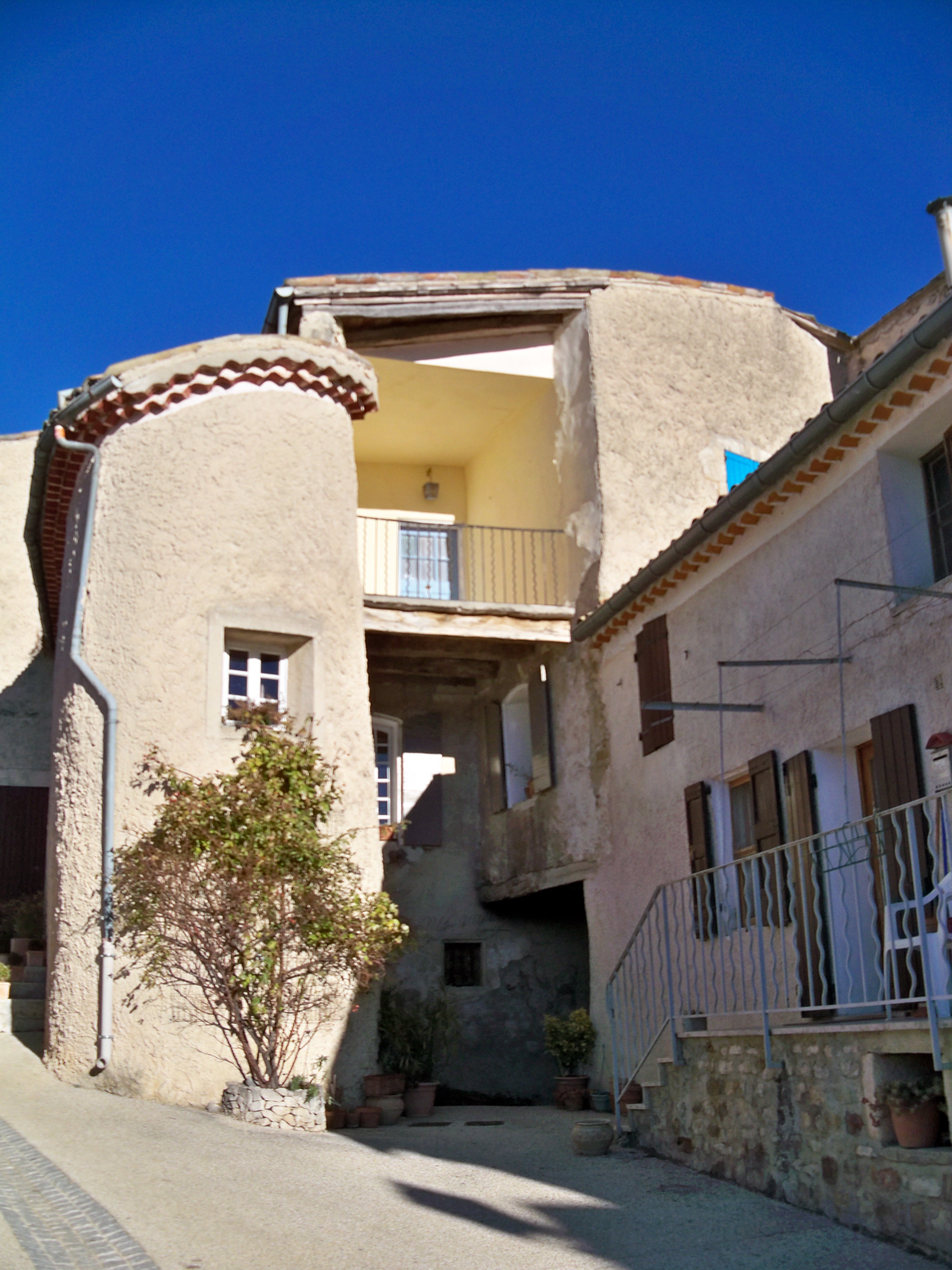
Maison en hauteur flanquée d'une tour.

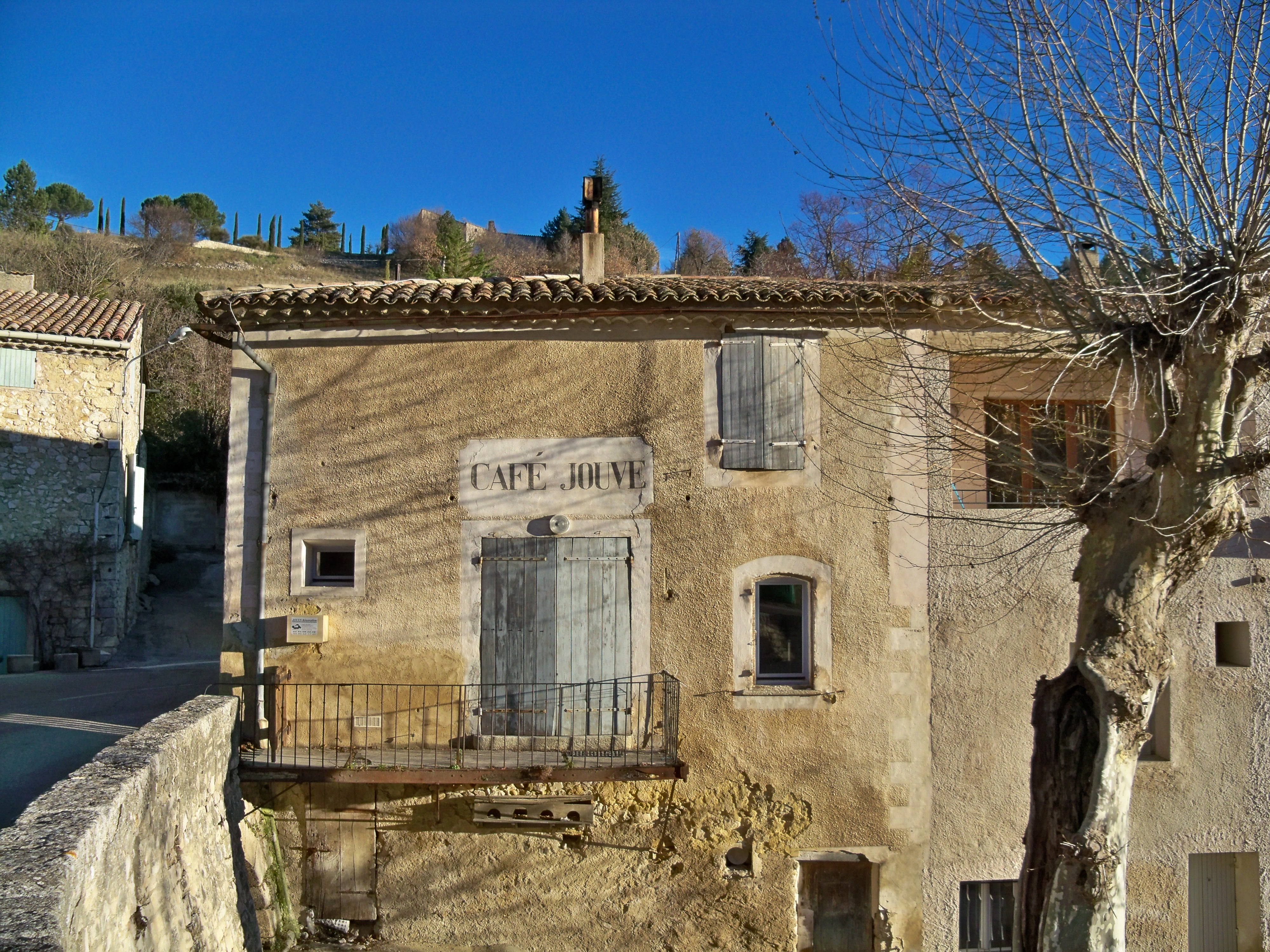
Ancien Café Jouve avec accès par le balcon.

Fernand Benoit explique que « son originalité consiste à placer les bêtes en bas, les hommes au-dessus ». Effectivement, ce type d'habitation, qui se retrouve essentiellement dans un village, superpose sous un même toit, suivant une tradition méditerranéenne, le logement des humains à celui des bêtes. La maison en hauteur se subdivise en une étable-remise au rez-de-chaussée, un logement sur un ou deux étages, un grenier dans les combles. Elle était le type de maison réservée aux paysans villageois qui n'avaient que peu de bétail à loger, étant impossible dans un local aussi exigu de faire tenir des chevaux et un attelage.
Elle se retrouve aujourd'hui dans nombre de massifs montagneux ou plateaux de la Provence occidentale.
Ces maisons datent pour la plupart du XVIe siècle, période où les guerres de religion imposèrent de se retrancher derrière les fortifications du village. Celles-ci finies, il y eut un mouvement de sortie pour établir dans la périphérie de l'agglomération des « maisons à terre », plus aptes à recevoir des bâtiments annexes.
En effet, ce type d'habitation, regroupant gens et bêtes dans un village, ne pouvait que rester figé, toute extension lui étant interdite sauf en hauteur. Leur architecture est donc caractéristique : une façade étroite à une ou deux fenêtres, et une élévation ne pouvant dépasser quatre à cinq étages, grenier compris avec sa poulie extérieure pour hisser le fourrage. Actuellement[Quand ?], les seules transformations possibles - ces maisons ayant perdu leur statut agricole - sont d'installer un garage au rez-de-chaussée et de créer de nouvelles chambres au grenier. Pour celles qui ont été restaurées avec goût, on accède toujours à l'étage d'habitation par un escalier accolé à la façade.
La présence de terrasse ou balcon était une constante. La terrasse servait, en priorité, au séchage des fruits et légumes suspendus à un fil de fer. Elle était appelée trihard quand elle accueillait une treille qui recouvrait une pergola rustique. Quand elle formait loggia, des colonnettes soutenant un auvent recouvert de tuiles, elle était nommée galarié ou souleriè.

#### Maison à terre

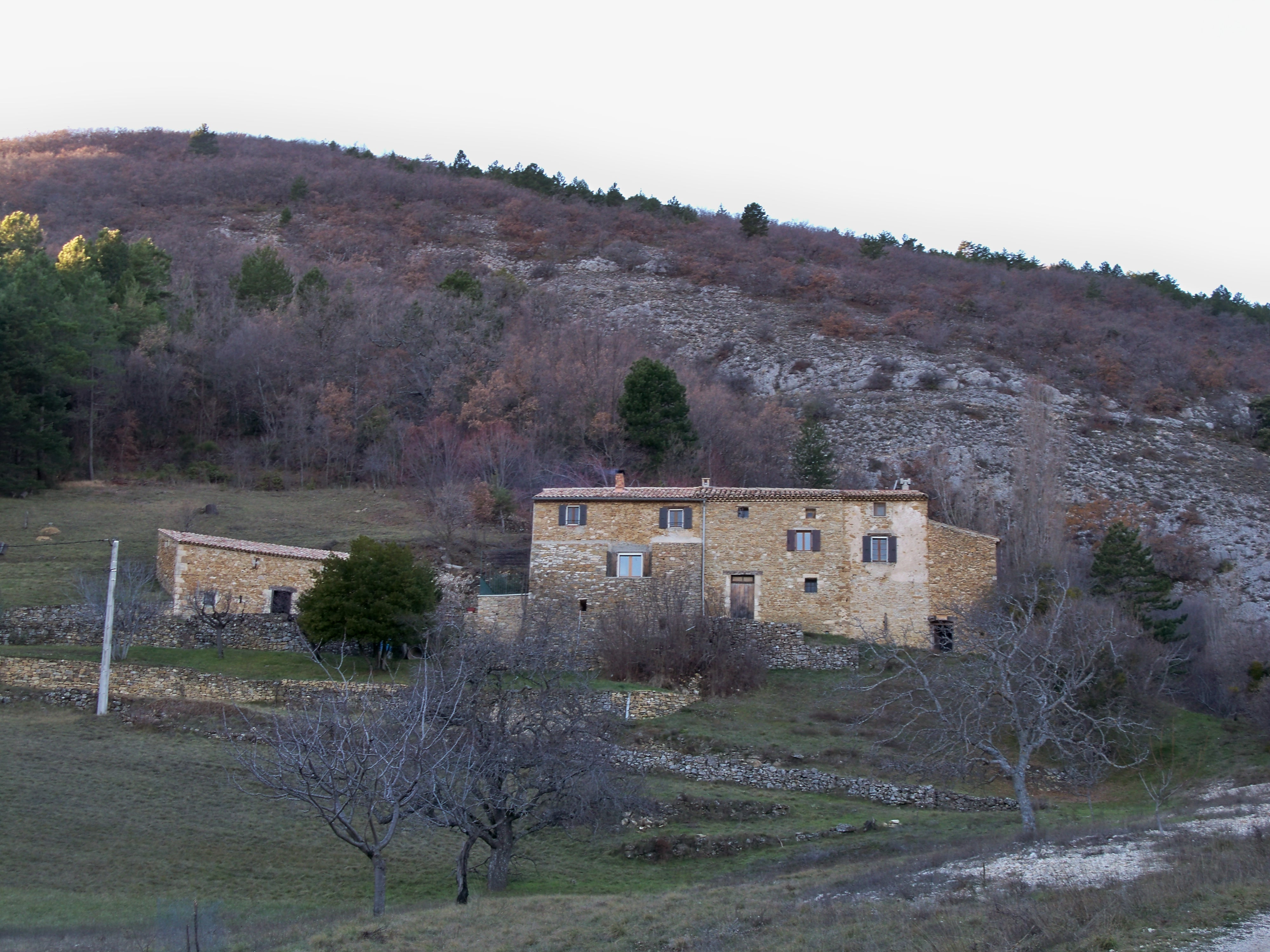
Maison à terre au hameau des Crottes avec sa bergerie.

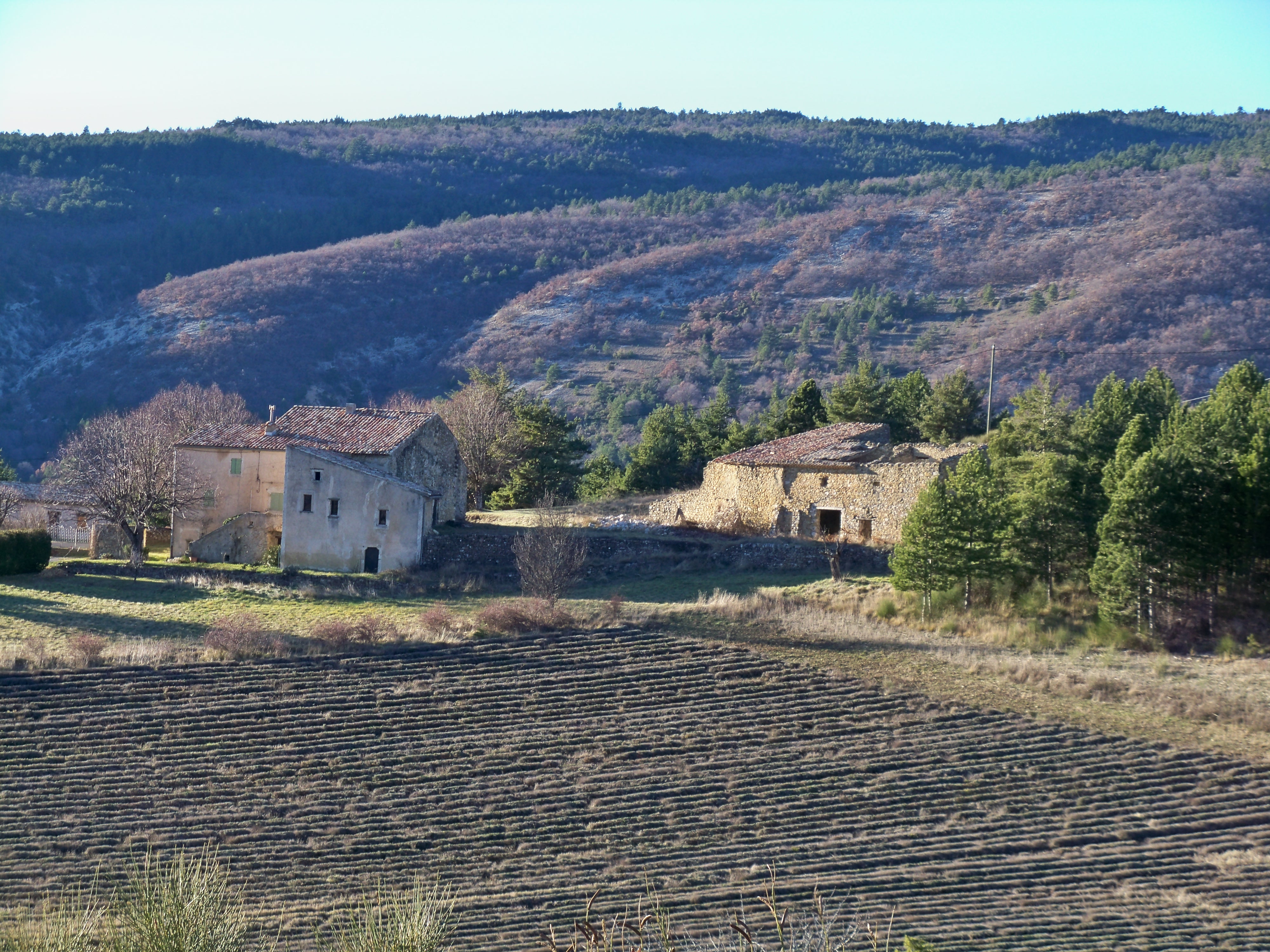
Continuité de l'habitat, abandon du premier bâtiment remplacé par une autre maison à terre.

Compartimenté dans le sens de la longueur, ce type de maison représente un stade d'évolution plus avancé que la « maison en hauteur ». Il est caractéristique de l'habitat dispersé. C'est l'habitation traditionnelle des pays de « riche culture » et la lavande en fut une.
Ce type de maison est divisé en deux parties très distinctes dans le sens de la longueur. Le rez-de-chaussée est occupé par une salle commune dans laquelle est intégrée la cuisine. Très souvent se trouve à l'arrière un cellier contenant la réserve de vin et une chambre. Un étroit couloir, qui permet d'accéder à l'étage, sépare cet ensemble de la seconde partie réservée aux bêtes. Celle-ci se compose, dans la plupart des cas, d'une remise qui peut servir d'écurie et d'une étable. L'étage est réservé aux chambres et au grenier à foin qui correspond par une trombe avec l'étable et l'écurie.
À cet ensemble, s'ajoutaient des annexes. Une des principales était la tour du pigeonnier, mais la maison se prolongeait aussi d'une soue à cochons, d'une lapinière, d'un poulailler et d'une bergerie.
Alors qu'aucune maison en hauteur ne disposait de lieu d'aisance, même en ville, la maison à terre permet d'installer ces « lieux » à l'extérieur de l'habitation. Jusqu'au milieu du XXe siècle, c'était un simple abri en planches recouvert de roseaux (canisse) dont l'évacuation se faisait directement sur la fosse à purin ou sur le fumier.
La construction d'un tel ensemble étant étalée dans le temps, il n'y avait aucune conception architecturale préétablie. Chaque propriétaire agissait selon ses nécessités et dans l'ordre de ses priorités. Ce qui permet de voir aujourd'hui l'hétérogénéité de chaque ensemble où les toitures de chaque bâtiments se chevauchent généralement en dégradé.
Chaque maison se personnalisait aussi par son aménagement extérieur. Il y avait pourtant deux constantes. La première était la nécessité d'une treille toujours installée pour protéger l'entrée. Son feuillage filtrait les rayons de soleil l'été, et dès l'automne la chute des feuilles permettait une plus grande luminosité dans la salle commune. La seconde était le puits toujours situé à proximité. Il était soit recouvert d'une construction de pierres sèches en encorbellement qui se fermait par une porte de bois, soit surmonté par deux piliers soutenant un linteau où était accrochée une poulie permettant de faire descendre un seau. L'approvisionnement en eau était très souvent complété par une citerne qui recueillait les eaux de pluie de la toiture.
Le pigeonnier devint, après la Révolution la partie emblématique de ce type d'habitat puisque sa construction signifiait la fin des droits seigneuriaux, celui-ci étant jusqu'alors réservé aux seules maisons nobles. Il était soit directement accolé à la maison, mais aussi indépendant d'elle. Toujours de dimension considérable, puisqu'il était censé ennoblir l'habitat, il s'élevait sur deux étages, le dernier étant seul réservé aux pigeons. Pour protéger ceux-ci d'une invasion de rongeurs, son accès était toujours protégé par un revêtement de carreaux vernissés qui les empêchait d'accéder à l'intérieur.

#### Maison à cour
Ce type d'habitation est composé de bâtiments et de dépendances ordonnés autour d'une cour centrale. Cet ensemble est caractéristique des grands domaines céréaliers et prend souvent l'aspect d'un château avec des murs flanqués d'échauguettes et des tours d'angle. Il est adapté à une vie agricole où le climat n'impose pas une grange pour engranger les javelles de blé avant le dépiquage, celui-ci ayant lieu aussitôt les gerbes coupées sur l'aire de terre battue. Dans ce mode culturel, les grains sont entrés en sacs dans une remise tandis que les moissonneurs élèvent les meules de paille avec comme seule protection contre la pluie un mélange de poussier et de terre glaise. Seul est rentré le fourrage.
Cette structure agraire est rare en Provence.

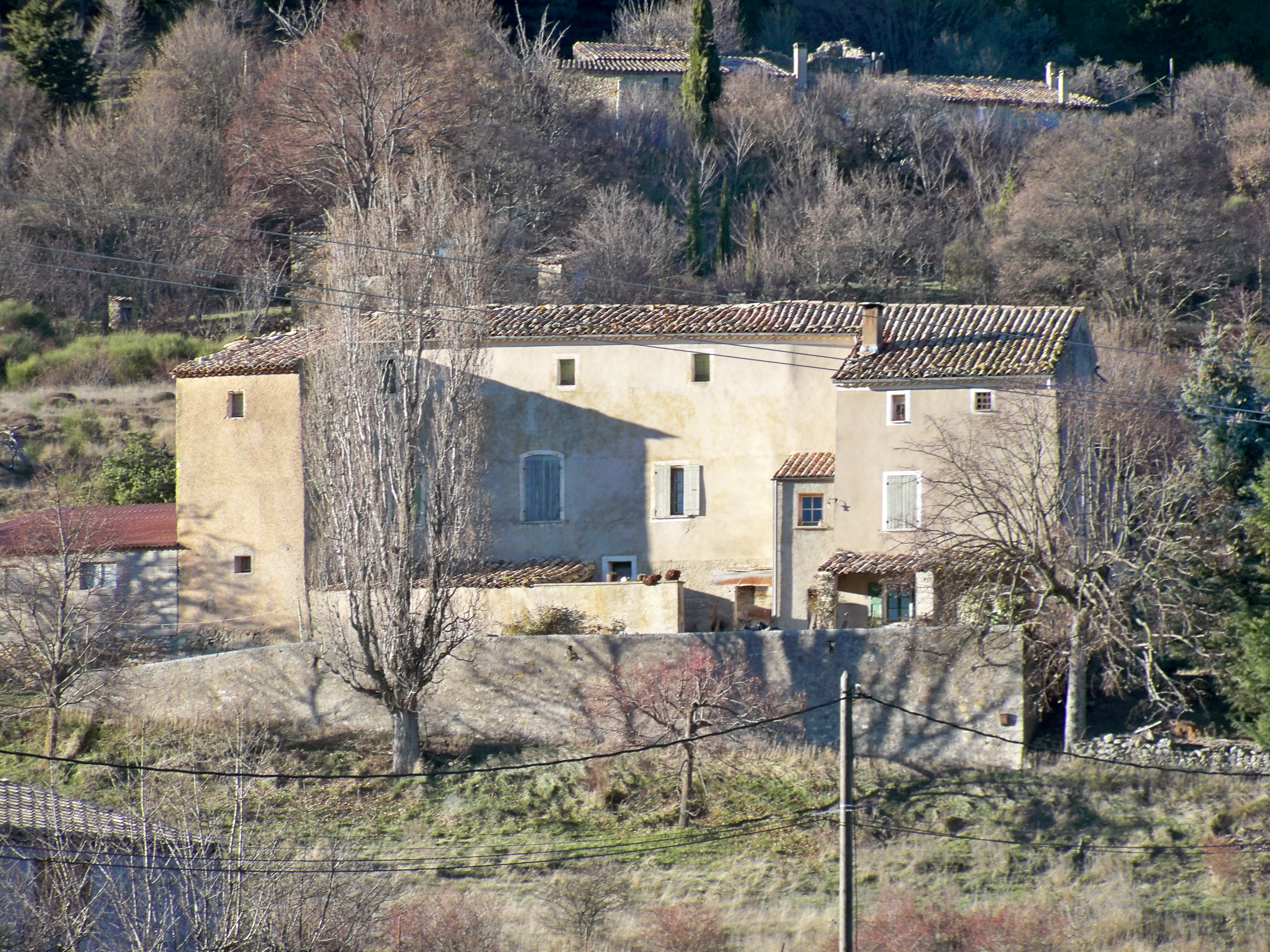
Maison à cour au hameau des Crottes à Aurel.
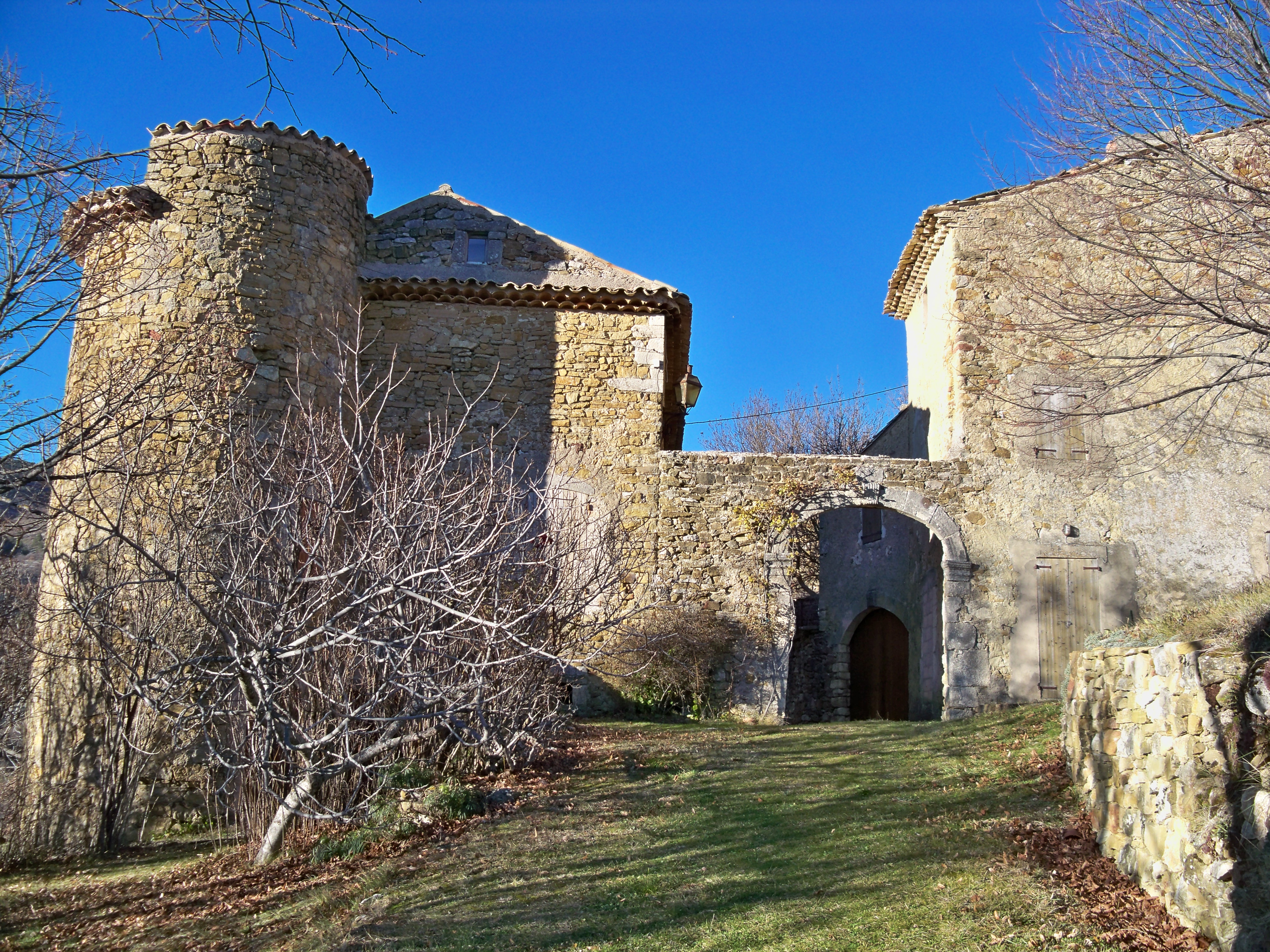
La Tour à Aurel.

#### Maison à tours
C'est le style des grandes maisons seigneuriales qui va traverser les siècles même après la Renaissance. Il s'agit de bâtisses isolées, avec ou sans cour intérieure, dont la façade est flanquée de deux tours ou qui est protégée par quatre tours d'angle.
La fortification des maisons de campagne est une pratique fort ancienne. Elle se retrouve, dès le haut Moyen Âge, avec le castellum dont celles de Provence reprennent le plan avec ses tours d'angle. C'est un héritage romain puisque nombre de villæ rusticæ furent protégées par des tours.

#### Cabanon

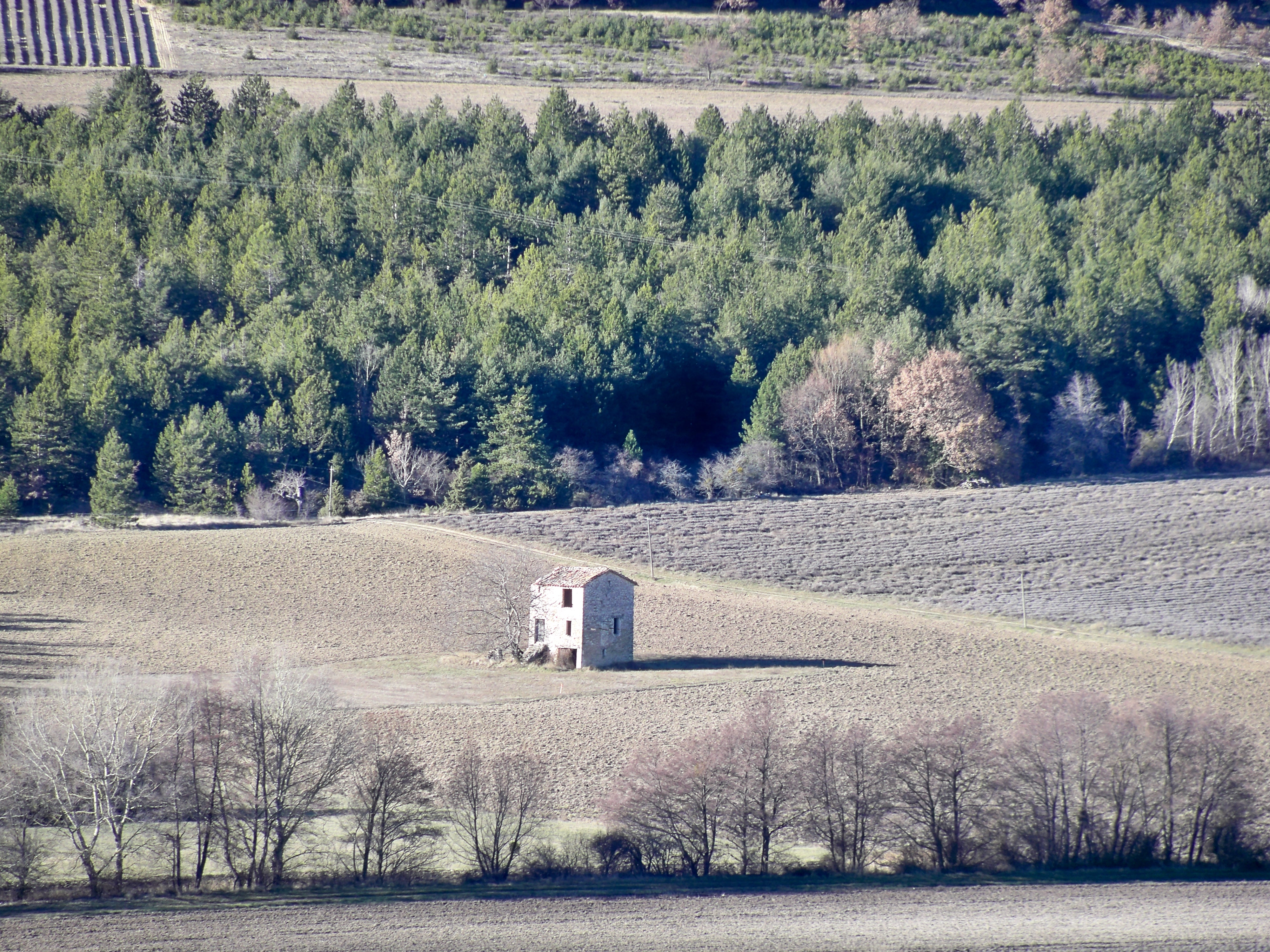
Cabanon à Aurel.

L'existence de cette « maisonnette des champs » est toujours liée à une activité agricole qui contraint le paysan à rester éloigné de sa résidence habituelle. Dans son étude sur l'habitat rural, Fernand Benoit envisage à la fois le cas du pastoralisme et celui du sédentarisme. Pour le premier, la transhumance, qui permet aux troupeaux d'estiver dans les alpages, implique l'usage d'un habitat sur place de « type élémentaire » pour le berger. Suivant le lieu, il prend l'aspect d'un jas en pierre sèche ou d'une cabane édifiée en matériaux composites. Ce refuge lui sert à la fois d'abri et de laiterie.
Pour le paysan sédentaire, c'est l'éloignement de ses cultures qui impose un habitat aménagé près de son champ. Dans ce dernier cas, le cabanon correspond à un véritable habitat saisonnier qui est utilisé lors des travaux de longue durée.
Ces cabanons, qui se trouvent à l'orée ou au centre du champ, avaient aussi un rôle d'affirmation sociale pour le paysan. Ils étaient considérés comme « le signe de la propriété sur une terre qu'il entendait distinguer du communal ».

#### Borie

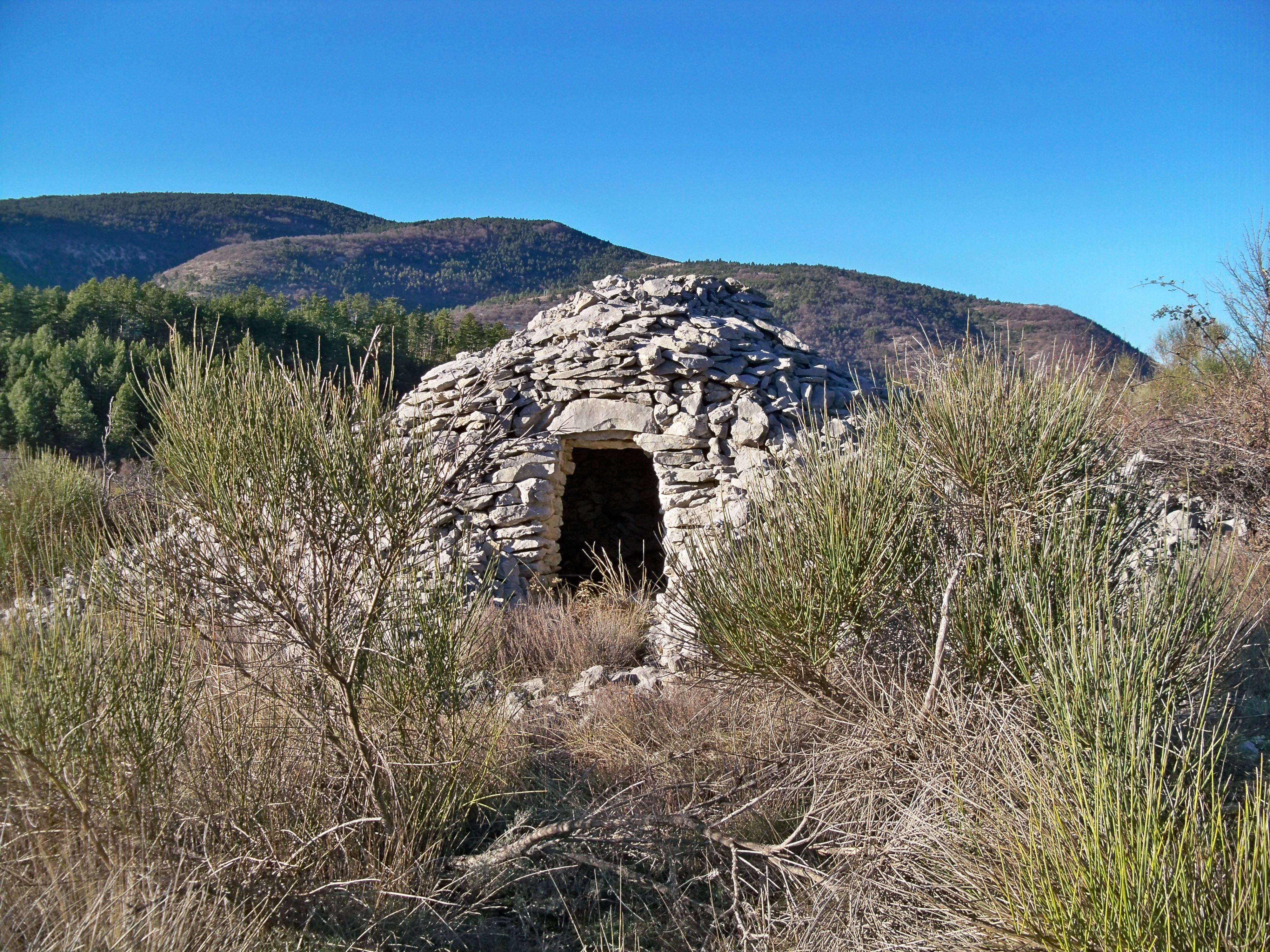
Borie à Aurel.

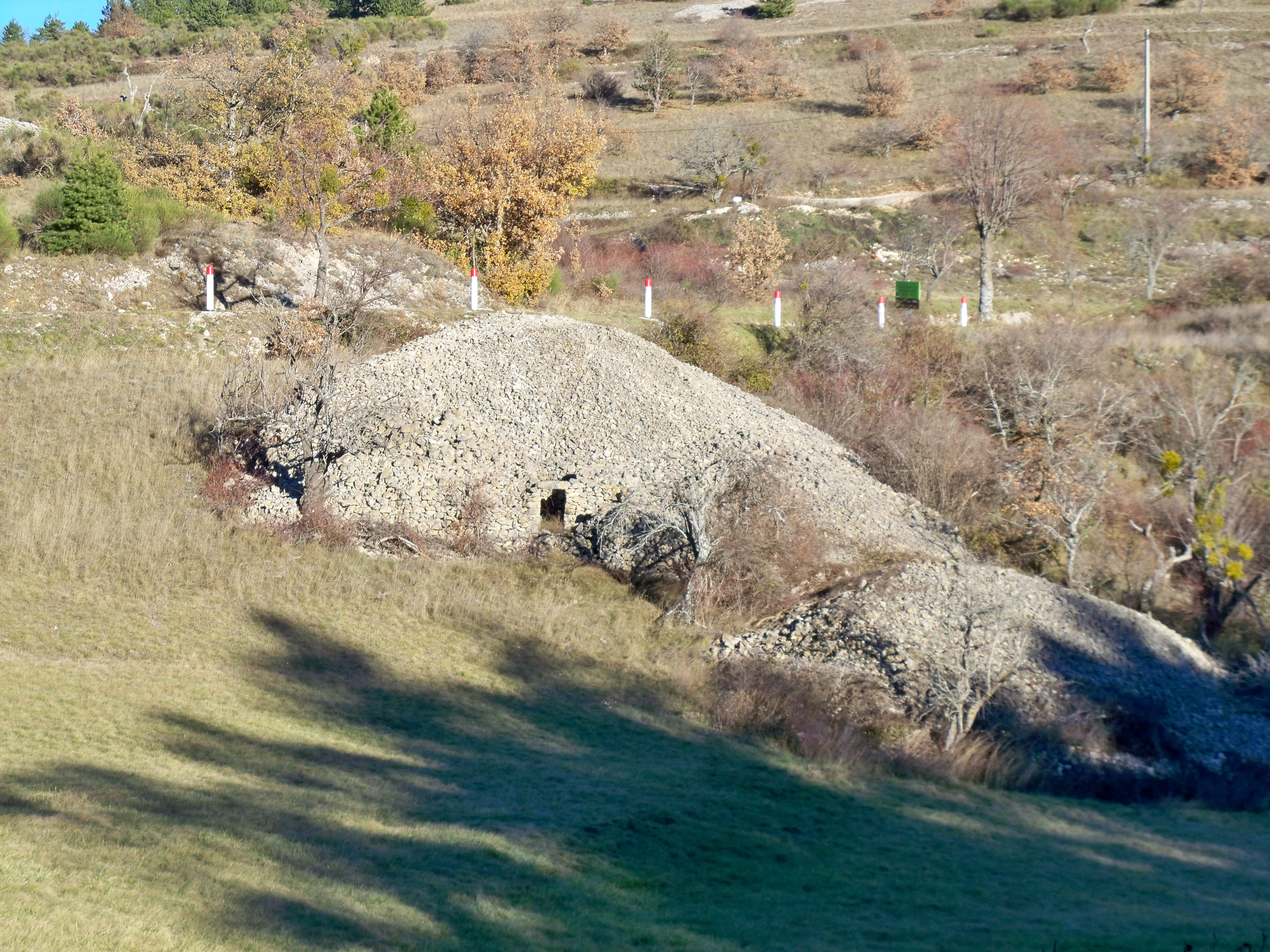
Borie recouverte d'un clapas.

On nomme ainsi en Provence une cabane de pierre sèche. Le terme de borie est issu du latin boria - déjà référencé dans le quartier Borianum d'Arles - et s'orthographie bori en provençal. Elle est aussi dénommée cabanon pointu dans les Alpes provençales (région de Forcalquier). Ce type de construction réalisé uniquement en pierres sèches, permettait au paysan de stocker (serrer en provençal) ses instruments agraires, protéger sa récolte ou plus spécifiquement sa réserve d'eau et, au besoin, d'y passer la nuit. La borie était donc une annexe de l'habitat permanent. Ce type de construction en pierre sèche est facilité par l'épierrage des champs. En Provence, il est courant dans les régions montueuses, de plateaux secs, des coteaux travaillés en restanques.

### Habitat et logement
En 2021, le nombre total de logements dans la commune était de 194, alors qu'il était de 202 en 2016 et de 189 en 2011.
Parmi ces logements, 47,6 % étaient des résidences principales, 50,9 % des résidences secondaires et 1,5 % des logements vacants. Ces logements étaient pour 76,9 % d'entre eux des maisons individuelles et pour 23,1 % des appartements.
Le tableau ci-dessous présente la typologie des logements à Aurel en 2021 en comparaison avec celle de Vaucluse et de la France entière. Une caractéristique marquante du parc de logements est ainsi une proportion de résidences secondaires et logements occasionnels (50,9 %) supérieure à celle du département (8,6 %) et à celle de la France entière (9,7 %).
| Typologie                                               | Aurel | Vaucluse | France entière |
| ------------------------------------------------------- | ----- | -------- | -------------- |
| Résidences principales (en %)                           | 47,6  | 81,5     | 82,2           |
| Résidences secondaires et logements occasionnels (en %) | 50,9  | 8,6      | 9,7            |
| Logements vacants (en %)                                | 1,5   | 9,9      | 8,1            |

### Voies de communication et transports
L'ancienne  route nationale 542  (actuelle RD 942) traverse la commune sur un axe nord (vers la Drôme) - sud (vers Sault) et permet d'accéder au village.
La route départementale 95, elle aussi, arrive au village, rejointe par la route départementale 1. Enfin, venant de Sault en direction du sommet du mont Ventoux, la route départementale 165 traverse la commune à l'ouest de celle-ci.

### Risques naturels et technologiques
Les cantons de Bonnieux, Apt, Cadenet, Cavaillon, et Pertuis sont classés en zone Ib (risque faible). Tous les autres cantons du département de Vaucluse sont classés en zone Ia (risque très faible). Ce zonage correspond à une sismicité ne se traduisant qu'exceptionnellement par la destruction de bâtiments.

## Toponymie
La dénomination de Castro Aureli est attestée dès 1178 et se retrouve sous la forme de Aurello en 1447. Ces formes anciennes indiquent une racine latine aura (vent), jointe au suffixe -ellum.

## Histoire

### Préhistoire et Antiquité
Dans de nombreuses grottes de la commune, les archéologues ont retrouvé un outillage lithique important prouvant que ce territoire fut occupé dès le Néolithique.

### Moyen Âge

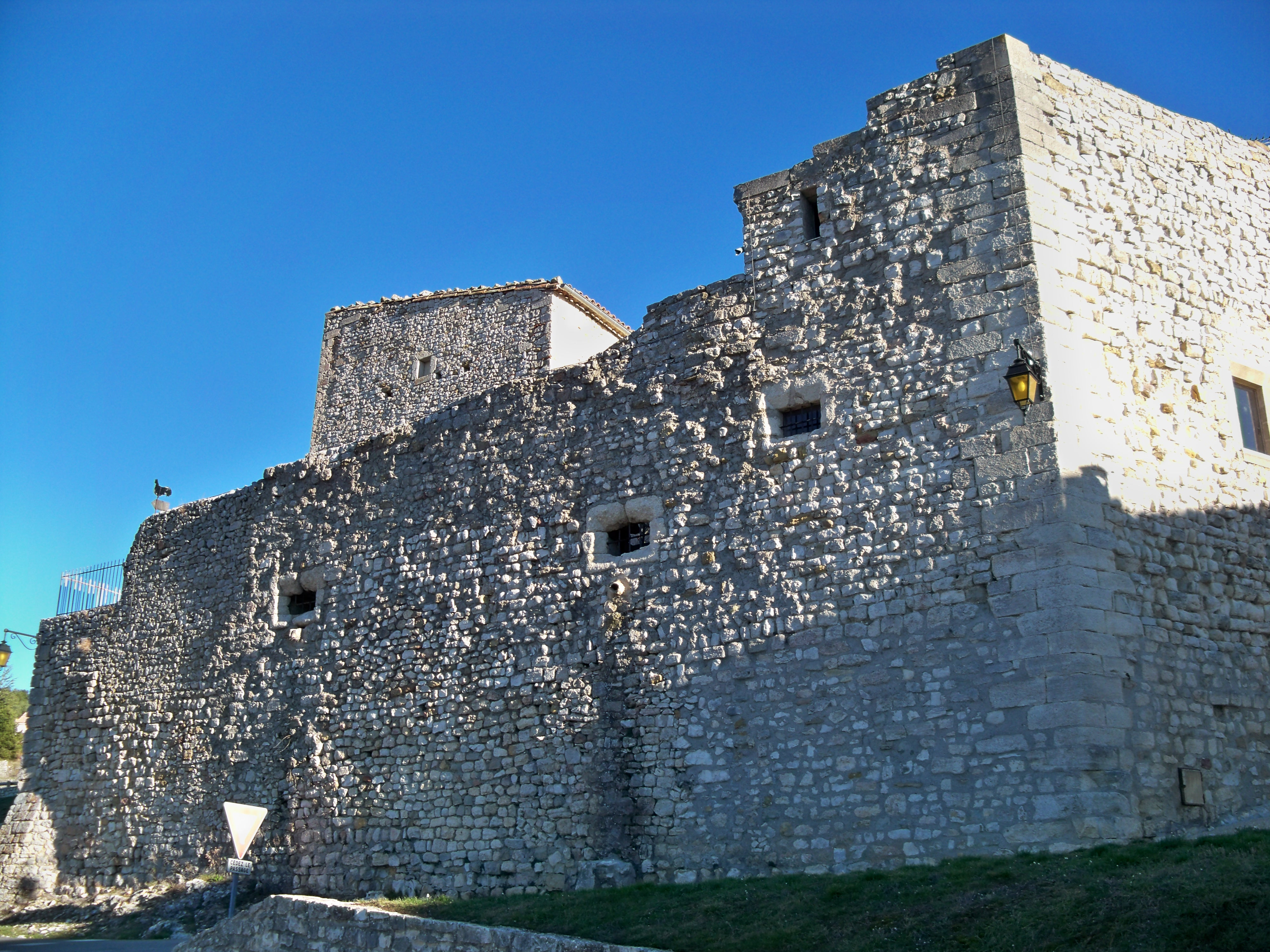
Remparts du XIV.

Au XIIe siècle, le château appartenait aux Agoult, comtes de Sault et l’abbaye Saint-André de Villeneuve-lès-Avignon y possédait une église et les revenus afférents. Les remparts, dont il subsiste encore quelques vestiges, sont édifiés au cours du XIVe siècle, Ils étaient épaulés de trois tours, l'une a été démolie, les deux autres transformées. Les portes d'entrée, au nombre de deux, ont été supprimées.

### Temps modernes
En 1576, Hubert de Garde de Vins, dit lou Rinar (le Renard), neveu de Jean V de Pontevès, comte de Carcès, qui commandait les troupes de la Ligue, précédant son oncle au siège de Ménerbes, rejoint le comte de Sault. Leurs troupes s'emparent d'Aurel dont les habitants sont par trop favorables aux religionnaires et qui pouvaient, grâce à eux, rester en contact avec les réformés de Genève. René de La Tour du Pin-Gouvernet, capitaine protestant, revient en 1591 et bombarde la place qui capitule.
En 1630, la peste frappe la localité en dépit d'une ligne de protection établie autour du village. Le mal contagieux perdure, avec des hauts et des bas, jusqu'en 1632.

Aurel, une des communes du piémont du mont Ventoux.

Le premier véritable excursionniste du mont Ventoux est l'abbé Jean-Antoine Constantin, curé d'Aurel. De 1783 à 1788, il est souvent accompagné par Amélie de Sade, marquise de Montbrun, en compagnie de laquelle, il fait plusieurs expéditions qui les conduisent au sommet du Ventoux. En août 1783, le curé botaniste raconte à Esprit Calvet, l'ascension nocturne à laquelle du chevalier Robert de Lamanon, seigneur du Ventouret, et lui indique qu'il a eu le plaisir, lors du retour, d'entendre « Madame de Sade conférer avec Monsieur de Lamanon d'histoire naturelle ».

### Révolution française et Empire
Le 12 août 1793 est créé le département de Vaucluse, constitué des districts d'Avignon et de Carpentras, mais aussi de ceux d'Apt et d'Orange, qui appartenaient aux Bouches-du-Rhône, ainsi que du canton de Sault, qui appartenait aux Basses-Alpes.

### Période contemporaine
Durant la Seconde Guerre mondiale, à partir de l'hiver 1942-1943, le plateau de Sault voit arriver les réfugiés d'Alsace-Lorraine. Dès octobre 1942, dans les villages et hameaux de celui-ci, Philippe Beyne, son adjoint Maxime Fischer et leurs équipes accueillent et installent plusieurs dizaines de réfractaires au S.T.O. et les dotent de fausses cartes d'identité et de cartes d'alimentation. Pour faciliter leur approvisionnement ilssont regroupés près des villages d'Aurel, de Saint-Trinit et de Saint-Christol.

## Politique et administration

### Rattachements administratifs et électoraux

#### Rattachements administratifs
La commune se trouve dans l'arrondissement de Carpentras du département de Vaucluse.
Elle faisait partie depuis 1793 du canton de Sault. Dans le cadre du redécoupage cantonal de 2014 en France, cette circonscription administrative territoriale a disparu, et le canton n'est plus qu'une circonscription électorale.

#### Rattachements électoraux
Pour les élections départementales, la commune fait partie depuis 2014 du canton de Pernes-les-Fontaines.
Pour l'élection des députés, elle fait partie de la Cinquième circonscription de Vaucluse.

### Intercommunalité
Aurel était membre de la petite communauté de communes du pays de Sault, un établissement public de coopération intercommunale (EPCI) à fiscalité propre créé fin 1992 et auquel la commune avait transféré un certain nombre de ses compétences, dans les conditions déterminées par le code général des collectivités territoriales.
Conformément aux prescriptions de la loi de réforme des collectivités territoriales du 16 décembre 2010, qui a prévu le renforcement et la simplification des intercommunalités et la constitution de structures intercommunales de grande taille, celle-ci a fusionné avec la communauté de communes des Terrasses du Ventoux pour former, le 1er janvier 2013, la communauté de communes Ventoux Sud, dont est désormais membre la commune.

### Liste des maires
| Période       | Période                    | Identité      | Étiquette | Qualité                        |
| ------------- | -------------------------- | ------------- | --------- | ------------------------------ |
| mars 1989     | août 2022                  | Francis Jouve |           | Artisan maçpn Mort en fonction |
| décembre 2022 | En cours (au 24 juin 2024) | Cyril Falques |           | Artisan                        |

## Équipements et services publics

### Enseignement
On trouve sur la commune voisine de Sault école primaire et maternelle, ainsi que le collège du pays de Sault qui dessert les communes du plateau et de ses environs.

## Population et société

### Démographie
L'évolution du nombre d'habitants est connue à travers les recensements de la population effectués dans la commune depuis 1793. Pour les communes de moins de 10 000 habitants, une enquête de recensement portant sur toute la population est réalisée tous les cinq ans, les populations de référence des années intermédiaires étant quant à elles estimées par interpolation ou extrapolation. Pour la commune, le premier recensement exhaustif entrant dans le cadre du nouveau dispositif a été réalisé en 2004.

En 2022, la commune comptait 186 habitants, en évolution de −12,26 % par rapport à 2016 (Vaucluse : +1,73 %, France hors Mayotte : +2,11 %).
| 1793 | 1800 | 1806 | 1821 | 1831 | 1836 | 1841 | 1846 | 1851 |
| ---- | ---- | ---- | ---- | ---- | ---- | ---- | ---- | ---- |
| 633  | 564  | 685  | 689  | 792  | 780  | 715  | 688  | 672  |

| 1856 | 1861 | 1866 | 1872 | 1876 | 1881 | 1886 | 1891 | 1896 |
| ---- | ---- | ---- | ---- | ---- | ---- | ---- | ---- | ---- |
| 646  | 635  | 637  | 657  | 630  | 544  | 552  | 518  | 489  |

| 1901 | 1906 | 1911 | 1921 | 1926 | 1931 | 1936 | 1946 | 1954 |
| ---- | ---- | ---- | ---- | ---- | ---- | ---- | ---- | ---- |
| 427  | 408  | 362  | 323  | 305  | 255  | 213  | 165  | 157  |

| 1962 | 1968 | 1975 | 1982 | 1990 | 1999 | 2004 | 2006 | 2009 |
| ---- | ---- | ---- | ---- | ---- | ---- | ---- | ---- | ---- |
| 137  | 132  | 113  | 126  | 128  | 156  | 177  | 178  | 184  |

| 2014 | 2019 | 2022 | - | - | - | - | - | - |
| ---- | ---- | ---- | - | - | - | - | - | - |
| 201  | 193  | 186  | - | - | - | - | - | - |

### Cultes
L'église Sainte-Aurèle, de culte catholique, dépend du diocèse d'Avignon, doyenné d'Apt.

## Économie

### Tourisme
Le tourisme tient une part importante de l'économie locale (hôtel, gîtes et chambres d'hôtes).
Parmi les points d'attrait touristique : village perché, proximité du mont Ventoux, la culture de la lavande, etc.

### Agriculture
Elle se cantonne essentiellement dans une activité de moyenne montagne de type provençal avec une production de lavande, de lavandin, d'épeautre et des produits dérivés. L'élevage ovin et la production de miel tiennent aussi une place importante.

## Culture locale et patrimoine

### Lieux et monuments

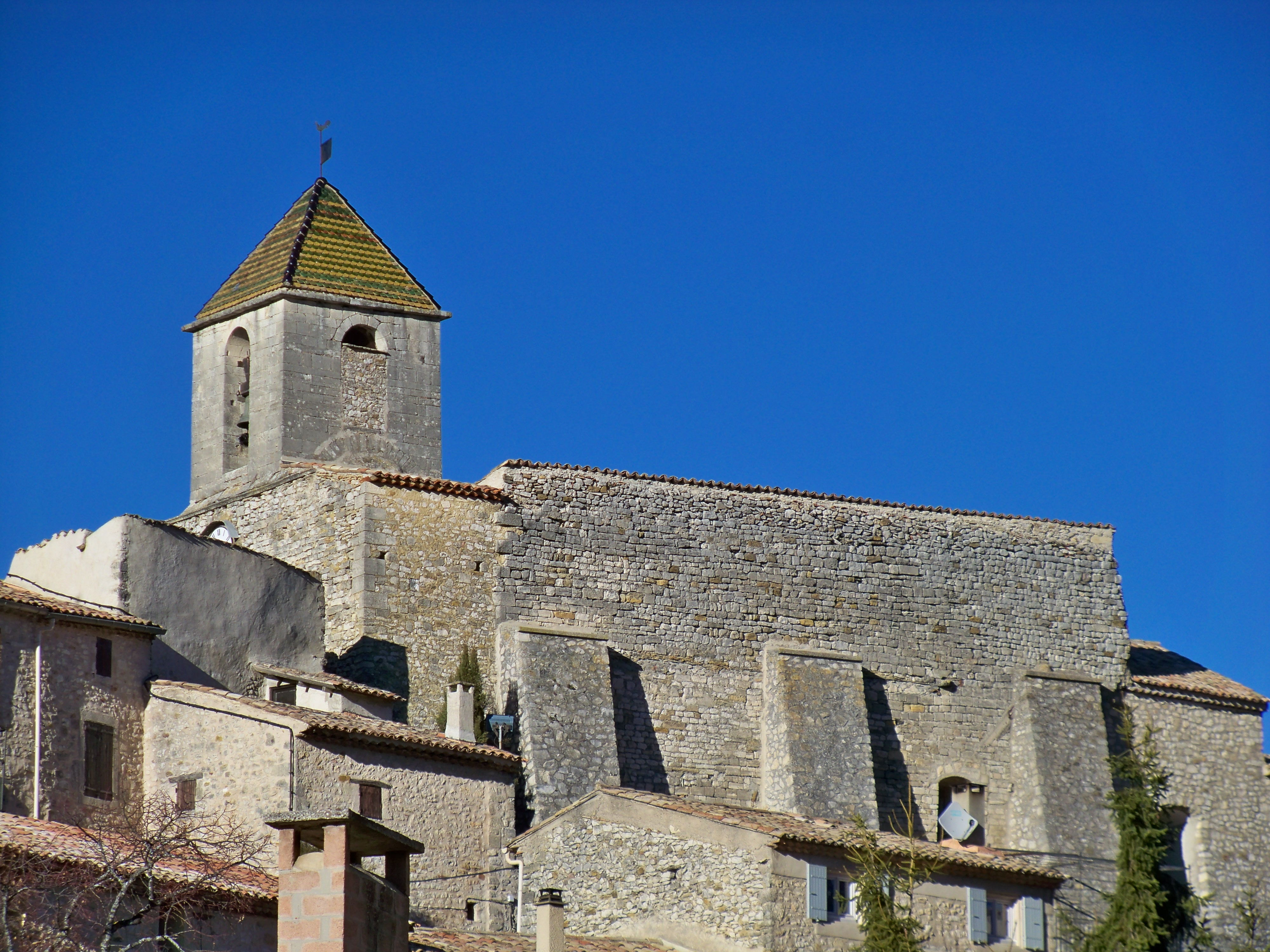
Église Saint-Aurèle à Aurel.

- Les vestiges d'un château du XIIe siècle se trouvent au sommet du village.
- L'église qui le jouxte est dédiée à saint Aurèle et date aussi du XIIe siècle. C'est un bâtiment massif à deux travées, l'une voûtée en berceau, l'autre d'arêtes. Sa façade est surmontée d'un clocher-tour[42].
- À côté se trouvait la chapelle des Pénitents Blancs, placée sous le vocable de Notre-Dame des Suffrages. Elle est abandonnée en 1895 et ruinée en 1925. Les substructions de la chapelle Saint-Pierre ont été mises au jour. Elle avait été construite sur l'emplacement du prieuré des bénédictins de Villeneuve-lès-Avignon[42].
- La chapelle Saint-Esprit, du hameau des Crottes, date de 1667. Elle renferme un retable en bois doré[43].

### Personnalités liées à la commune
- Les Agoult, famille de la noblesse provençale.
- Robert de Lamanon (1752-1787),  botaniste, physicien et météorologue français, seigneur du Ventouret.
- Ignace Jean, (1768-?), né à Aurel, ancien conseiller municipal de la ville, ancien sous-préfet à Briançon, ancien député de Vaucluse.
- René Seyssaud (1867-1952), peintre provençal, précurseur du fauvisme, membre de la Nouvelle école d'Avignon, avait un atelier à Aurel.
- Jean Dries (1905-1973), peintre d'origine lorraine, qui a travaillé à Aurel de 1964 à 1972.
- Pierre Ambrogiani (1906-1985), peintre, graveur et sculpteur français, qui a peint, entre autres, La maison Jean à Aurel, vers le Ventoux.

### Héraldique
| Blason de Aurel | Blason  | D'argent au loup ravissant d'azur, armé et lampassé de gueules, surmonté d'un lambel du même. |
| Blason de Aurel | Détails | Ce blason date de 1983. Le statut officiel du blason reste à déterminer.                      |

## Pour approfondir